# Bruno Fressato Cardoso
Bruno Fressato Cardoso (Batata) (26. september 1984 i Curitiba i den brasilianske delstat Paraná) er en brasiliansk fodboldspiller. Han skrev den 26. juli 2010 en 12 måneders lejekontrakt med Brøndby IF, som ikke blev forlænget yderligere. 

## Klubkarriere

### Brøndby IF
Bruno Batata var til prøvetræning i Brøndby i starten af juli 2010, hvor han optrådte i træningsturneringen Keld Rasmussen Cup, hvor Brøndby vandt 4-1 mod Djurgårdens IF. Kampen blev spillet på Brøndby Stadion, lørdag den 10. juli 2010. 
Han kom ind efter 74 minutter og scorede til 3-1 bare syv minutter efter sin indskiftning.
Hans første kamp i Brøndbytrøjen efter skiftet fandt sted d. 27. juli 2010, i en reserveholdskamp mod AB, en kamp der endte 2-2  Den officielle debut for Brøndbys førstehold fandt sted den 1. august 2010, da han blev skiftet ind efter 74 minutter i stedet for Martin Bernburg i hjemmekampen mod FC Midtjylland, en kamp der endte 1-0 til Brøndby. . Hans første og eneste Superliga-mål blev scoret på hjemmebane mod OB den 22. august 2010. 